# Saint-Jean-en-Val
Saint-Jean-en-Val – miejscowość i gmina we Francji, w regionie Owernia-Rodan-Alpy, w departamencie Puy-de-Dôme.
Według danych na rok 1990 gminę zamieszkiwało 266 osób, a gęstość zaludnienia wynosiła 22 osoby/km² (wśród 1310 gmin Owernii Saint-Jean-en-Val plasuje się na 587. miejscu pod względem liczby ludności, natomiast pod względem powierzchni na miejscu 738.).